# Callilepis rukminiae
Espèce
Callilepis rukminiae est une espèce d'araignées aranéomorphes de la famille des Gnaphosidae.

## Distribution
Cette espèce est endémique d'Inde. Elle se rencontre au Maharashtra, au Rajasthan, au Madhya Pradesh et au Tamil Nadu.

## Description
La femelle holotype mesure 7,20 mm.

## Publication originale
- Tikader & Gajbe, 1977 : Studies on some spiders of the genera Gnaphosa Latreille and Callilepis Westring (family: Gnaphosidae) from India. Records of the Zoological Survey of India, vol. 73, p. 43-52 (texte intégral).